# Pasta cacio e pepe
La pasta cacio e pepe è un piatto caratteristico del Lazio.
Come suggerisce il nome, gli ingredienti sono molto semplici e includono solo pepe nero, formaggio pecorino romano e pasta. Solitamente il tipo di pasta più usato è il tonnarello.

## Descrizione
Come altri piatti della cucina laziale, è preparato con ingredienti poveri, facilmente reperibili e a lunga conservazione (durante la transumanza non era semplice procurarsi cibo). Fonda le radici nella cucina di contadini e pastori dell'agro romano.
Un tempo, le osterie che servivano questa pietanza avevano l'abitudine di esagerare con il sale ed il formaggio al fine di "intorzare" o "allappare" i commensali in modo da vendere loro più vino.

## Preparazione
Bollire della pasta in acqua salata. Frantumare del pepe in grani e tostarne una parte in padella. Con il resto del pepe, formare una salsa unendo del pecorino romano e dell'acqua di cottura della pasta fino a raggiungere una consistenza cremosa non liquida. Aggiungere alla padella col pepe tostato dell'acqua di cottura e versarci la pasta scolata al dente per continuare ad ammorbidirla a fuoco medio. A cottura quasi ultimata, spegnere il fuoco e versare la pastella di pecorino nella pasta mantecando fino a raggiungere il risultato desiderato. Impiattare e spolverare infine una macinata di pepe e del pecorino grattugiato.